# Байдарская волость (Симферопольский уезд)
Байда́рская во́лость — административно-территориальная единица в составе Симферопольского уезда Таврической губернии, образована в 1829 году, во время реформы волостного деления из части деревень Махульдурской и Чоргунской волостей. Самая южная часть уезда, занимала собственно Байдарскую долину, левую сторону долины Бельбека (долины Суаткана и Ай-Тодорки) и часть Южного берега — от мыса Айя до Кикинеиза.
Волость просуществовала в составе Симферопольского уезда всего 9 лет, до передачи её в 1838 году во вновь образованный Ялтинский уезд, где просуществовала до советской реформы административного деления в 1921 году.